# Voice of America (album)
Voice Of America è un album in studio di Little Steven, pubblicato nel 1984.
Lo stile musicale ricalca quello del precedente lavoro, Men Without Women, ma mentre nel disco di esordio pervadeva in maniera piuttosto marcata l'influenza stilistica di Bruce Springsteen (di cui per anni Little Steven è stato chitarrista,  membro della E-Street Band), il presente album si arricchisce di un sound più personale, presente anche nelle opere future. Sono una prova di questo "Out Of Darkness" (singolo di cui MTV trasmise in rotazione anche il videoclip), "Checkpoint Charlie", "Los Desaparecidos" e la traccia in odore reggae "I'm a Patriot", ripresa successivamente da diversi artisti tra cui Bon Jovi e Jackson Browne; sul fronte dei testi, in linea generale tutto il disco è un duro attacco alla politica dell'allora presidente degli USA Ronald Reagan.

## Tracce
1. Voice of America – 3:29
2. Justice – 3:19
3. Checkpoint Charlie – 4:39
4. Solidarity – 3:29
5. Out of the Darkness – 4:36
6. Los Desaparecidos – 5:15
7. Fear – 4:45
8. I Am a Patriot – 3:28
9. Among the Believers – 3:54
10. Undefeated – 3:56

## Band
- Little Steven – Chitarra, Voce
- Jean Beauvoir – Basso, Cori
- Dino Danelli – Batteria
- Monti Louis Ellison – Percussioni, Cori
- Pee Wee Weber – Tastiere, Cori
- Zoë Yanakis – Oboe, Tastiere, Cori